# Солунски конгрес на ВМОРО (1903)
Вижте пояснителната страница за други значения на Солунски конгрес на ВМОРО.
Солунският или Януарският конгрес на ВМОРО се провежда от 2 до 4 януари 1903 година във физико-математическия кабинет на Солунската мъжка гимназия „Св. св. Кирил и Методий“. Взетото решение за вдигане на въоръжено въстание на конгреса става достояние на консулите на Великите сили най-късно на 8 януари и до началото на Илинденското въстание те следят отблизо действията на Вътрешната организация.

## Делегати
На конгреса присъстват 17 делегати:
- Иван Гарванов – Централен комитет
- Спас Мартинов – Централен комитет
- Димитър Мирчев – Централен комитет
- Христо Коцев – по заслуги, току-що освободен от заточение
- Тодор Лазаров – по заслуги, току-що освободен от заточение
- Иван Сапунаров – Солунски революционен район
- Атанас Лозанчев – Битолски революционен район
- Никола Петров – Цариградски революционен район
- Велко Думев – Одрински революционен район
- Лазар Димитров – Серски революционен район
- Димитър Ганчев – Скопски революционен район
- Иван Ингилизов – Струмишки революционен район
- Тодор Пейков – Велешки революционен район
- Георги Варналиев – Радовишки революционен район
- Никола Хърлев – Гевгелийски революционен район
- Христо Влахов – Кукушки революционен район
- Димитър Занешев – Воденски революционен район

## Заседания
Конгресът на ВМОРО в Солун е свикан по инициатива на Централния комитет, който на 24 декември 1902 година разпраща надлежно окръжно. В него като причина за конгреса се посочва въпросът, който в края на 1902 година се превръща в кардинален – всенародно въстание или не? Съставът на конгреса не е напълно представителен, отсъстват видни фигури от ръководството, а и окръзите не са добре представени. На конгреса отсъстват всички видни дейци на ВМОРО като Даме Груев, Христо Татарчев, Пере Тошев, Христо Матов и Гоце Делчев. Само два окръга обсъждат предварително писмото на ЦК и изпращат редовно упълномощени делегати. Скопски окръг инструктира делегата си Димитър Ганчев да настоява за отлагане поне с една година, а Серският делегат Лазар Димитров е инструктиран да се противопостави на решение за въстание. Писма, противопоставящи се на решение за въстание, изпращат Делчев и Яне Сандански.
За председател на конгреса е избран Иван Гарванов, а за секретар – Димитър Мирчев като от поканените не пристигат само представителите на Тиквешката революционна околия. На заседанието от 4 януари под натиск от страна на Анастас Лозанчев е взето решение да се вдигне въстание. Само Лазар Димитров се противопоставя на идеята, гласува срещу въстанието, но подписва протокола. Не е взето под внимание липсата на достатъчно оръжие и подготвени хора за масово въстание. Конгресът е закрит на 4 януари 1903 г. и делегатите се разотишли. Въпреки това взетото решение от този конгрес става повод за разделение преди, по време и след Илинденско-Преображенското въстание.
Решението за вдигане на въстание бива окончателно, но Гарванов иска да го обсъди и с останалите първи хора на организацията. Затова към средата на януари той и Велко Думев пристигат в София. Христо Силянов, който по това време също е в София, ни дава много имена на участници в съвещанията, на които се обсъжда солунското решение – Гоце Делчев, Гьорче Петров, Пере Тошев, Христо Матов, д-р Христо Татарчев, Михаил Герджиков, Кирил Пърличев, Димитър Стефанов и други. Става ясно, че сред първите хора на организацията няма единомислие по тоя въпрос. Христо Матов защитава твърдо решението за въстание, в този смисъл се изказва и д-р Татарчев. Към тях се присъединява и самият Силянов. Един от най-големите противници на въстанието, Гьорче Петров, произнася четиричасова реч. Изказва се и Герджиков, който настоява на известните негови схващания – терор над турската власт и чуждия капитал, доколкото го имало в Турция. В края на краищата Задграничното представителство на организацията в София след дълги дискусии се присъединява към това решение. По-късно Гоце Делчев се среща в Македония със завърналия се от заточение Даме Груев и двамата стигат до извода, че след като организацията е взела решение за въстание и е изпратено по окръзите, връщане назад няма.
Антон Димитров дава следното обяснение за взетото решение за вдигане на въстание: 
| „ | През 1902 и 1903 година до деня на въстанието – 20 юлий 1903 – преследването на българското население бе неописуемо. На нас адвокатите, полицията бе забранила да пишем заявления на българите до административните власти... Освен сръбските чети в Северозападна Македония Хилми паша в съгласие с гръцките емисари създаде на югозапад гръцките андарти. И така българските чети трябваше да се борят срещу три фронта: турската войска, която в потери ги преследваше, сръбските чети и гръцките андарти. Тежко стана положението на организацията. Ръководителите и в специален за целта конгрес решиха да вдигнат всеобщо въстание. | “ |